# Liste des députés de la préfecture de Fukui
Cette page liste les membres de la Chambre des représentants du Japon élus dans les circonscriptions de la préfecture de Fukui.

## 41elégislature(1996-2000)
Au cours de la 41e législature, les députés de la préfecture de Fukui furent les suivants :
| Circonscription | Député | Député               | Parti politique |
| --------------- | ------ | -------------------- | --------------- |
| 1re             |        | Ryūzō Sasaki (ja)    | Shinshintō      |
| 2e              |        | Takamori Makino (ja) | PLD             |
| 3e              |        | Kazuhiko Tsuji (ja)  | PDJ             |

## 42elégislature(2000-2003)
Au cours de la 42e législature, les députés de la préfecture de Fukui furent les suivants :
| Circonscription | Député | Député               | Parti politique |
| --------------- | ------ | -------------------- | --------------- |
| 1re             |        | Isao Matsumiya (ja)  | PLD             |
| 2e              |        | Takamori Makino (ja) | PLD             |
| 3e              |        | Tsuyoshi Takagi (ja) | PLD             |

## 43elégislature(2003-2005)
Au cours de la 43e législature, les députés de la préfecture de Fukui furent les suivants :
| Circonscription | Député | Député               | Parti politique |
| --------------- | ------ | -------------------- | --------------- |
| 1re             |        | Isao Matsumiya (ja)  | PLD             |
| 2e              |        | Taku Yamamoto (ja)   | PLD             |
| 3e              |        | Tsuyoshi Takagi (ja) | PLD             |

## 44elégislature(2005-2009)
Au cours de la 44e législature, les députés de la préfecture de Fukui furent les suivants :
| Circonscription | Député | Député               | Parti politique |
| --------------- | ------ | -------------------- | --------------- |
| 1re             |        | Tomomi Inada         | PLD             |
| 2e              |        | Taku Yamamoto (ja)   | PLD             |
| 3e              |        | Tsuyoshi Takagi (ja) | PLD             |

## 45elégislature(2009-2012)
Au cours de la 45e législature, les députés de la préfecture de Fukui furent les suivants :
| Circonscription | Député | Député               | Parti politique |
| --------------- | ------ | -------------------- | --------------- |
| 1re             |        | Tomomi Inada         | PLD             |
| 2e              |        | Taku Yamamoto (ja)   | PLD             |
| 3e              |        | Tsuyoshi Takagi (ja) | PLD             |

## 46elégislature(2012-2014)
Au cours de la 46e législature, les députés de la préfecture de Fukui furent les suivants :
| Circonscription | Député | Député               | Parti politique |
| --------------- | ------ | -------------------- | --------------- |
| 1re             |        | Tomomi Inada         | PLD             |
| 2e              |        | Taku Yamamoto (ja)   | PLD             |
| 3e              |        | Tsuyoshi Takagi (ja) | PLD             |

## 47elégislature(2014-2017)
Au cours de la 47e législature, les députés de la préfecture de Fukui furent les suivants :
| Circonscription | Député | Député               | Parti politique |
| --------------- | ------ | -------------------- | --------------- |
| 1re             |        | Tomomi Inada         | PLD             |
| 2e              |        | Tsuyoshi Takagi (ja) | PLD             |

## 48elégislature(2017-2021)
Au cours de la 48e législature, les députés de la préfecture de Fukui furent les suivants :
| Circonscription | Député | Député               | Parti politique |
| --------------- | ------ | -------------------- | --------------- |
| 1re             |        | Tomomi Inada         | PLD             |
| 2e              |        | Tsuyoshi Takagi (ja) | PLD             |

## 49elégislature(2021-2024)
Au cours de la 49e législature, les députés de la préfecture de Fukui furent les suivants :
| Circonscription | Député | Député               | Parti politique |
| --------------- | ------ | -------------------- | --------------- |
| 1re             |        | Tomomi Inada         | PLD             |
| 2e              |        | Tsuyoshi Takagi (ja) | PLD             |

## 50elégislature(depuis 2024)
Au cours de la 50e législature, les députés de la préfecture de Fukui sont les suivants :
| Circonscription | Député | Député              | Parti politique |
| --------------- | ------ | ------------------- | --------------- |
| 1re             |        | Tomomi Inada        | PLD             |
| 2e              |        | Hideyuki Tsuji (ja) | PDC             |